# 力兆杯プロ囲棋戦
力兆杯プロ囲棋戦（りきちょうはいプロいきせん、力兆盃職業圍棋賽）は、台湾の囲碁の棋戦。2007-2008年に2期開催された。
- 主催 台湾棋院
- 優勝賞金 (第1回)10万元、(第2回)8万元

## 方式
- トーナメント戦で行う。
- コミは6目半。
- 持時間は各1時間、3分の考慮時間、1分の秒読み。

## 歴代優勝者と決勝戦
（左が勝者、カッコ内は準決勝）
- 第1回 2007年 林至涵 - 庾炅旻（林至涵-周俊勲、庾炅旻-陳詩淵）
- 第2回 2008年 蕭正浩 - 廖冠泓